# アレハンドラ・ヒメネス
アレハンドラ・ヒメネス・アヤラ（Alejandra Jiménez Ayala、1987年8月29日 - ）は、メキシコの元プロボクサーである。メキシコシティ出身。元WBC女子世界ヘビー級王者。

## 来歴
2014年10月11日、Claudia Ramirez戦でデビューし、3回TKO勝利。
2016年3月18日、カンクンにてマーサ・サラザーが持つWBC女子世界ヘビー級王座に挑戦し、2-0判定で勝利しプロ6戦目で王座奪取。
2017年4月1日、カーレット・ユーウェルを1回TKOで退けWBC王座初防衛に成功。
2017年8月12日、ヴァネッサ・ルパージュ＝ジョアニスを3回TKOで退けWBC王座2度目の防衛に成功。
2019年、王座返上
2020年1月11日、フランション・クルーズが持つWBC・WBO女子世界スーパーミドル級王座に挑戦し、2-1判定で勝利し一度は王座奪取に成功。しかし、薬物検査で禁止薬物スタノゾロールの陽性反応が検出されたため、2月10日に当該試合は無効試合に裁定が変わると発表された。3月にはWBOが、6月にはWBCもそれぞれ王座を剥奪され、クルーズに差し戻された。
2022年12月、元男性ではないかという疑惑が浮上し、突如引退。ヒメネスは甲状腺機能低下症であると主張している。

## 獲得タイトル
- WBC女子世界ヘビー級王座